# Mădălina Molie
Mădălina-Bianca Molie (27 aprile 1996) è una sollevatrice romena medagliata europea, che ha gareggiato nei pesi leggeri e pesi massimi leggeri.

## Carriera
A livello internazionale nel 2010 vinse la medaglia di bronzo agli europei giovanili di Valencia e si classifica quarta agli europei juniores di Limassol. Nel 2011 si classifica quarta ai mondiali giovanili di Lima e si piazza quinta agli europei giovanili di Bucarest. Nel 2012 vinse tre medaglie d'oro nelle maggiori manifestazioni giovanili e juniores (mondiali ed europei). Ai mondiali juniores vinse altre due medaglie d'argento e di bronzo nel 2013 e nel 2014, mentre ai campionati europei di Tel Aviv si classifica quarta vincendo una medaglia d'argento nello strappo. Nel medesimo anno, in ottobre venne trovata positiva allo stanozololo durante un controllo in allenamento e venne squalificata per due anni dalla IWF.
Al rientro, vinse una medaglia di bronzo agli europei juniores nel 2016. Nelle categorie senior vinse due medaglie di bronzo agli europei di Spalato del 2017 e di Batumi del 2019. Partecipò ai campionati mondiali di Anaheim del 2017, classificandosi al ventesimo posto e vinse una medaglia d'argento ai campionati europei under-23 del 2019 di Bucarest.